# Throbbing Gristle
Throbbing Gristle va ser un grup musical, interpretatiu i gràfic, creat a Anglaterra el 1975, i format pels següents membres: Genesis P-Orridge (cantant, baixista i violinista), Cosey Fanni Tutti (guitarrista), Peter Christopherson (cintes, efectes sonors) i Chris Carter (sintetitzadors, programacions).

## Biografia

### Inicis
Després d'uns anys realitzant actuacions d'art avantguardista sota el nom de COUM Transmissions, el quartet format per Genesis P-Orridge, Cosey Fanni Tutti, Peter Christopherson i Chris Carter formà el grup Throbbing Gristle (que, en l'anglès col·loquial de Yorkshire, significa erecció); els seus membres establiren com a data "oficial" de naixement el 3 de setembre de 1975, és a dir, el 36è aniversari de l'entrada de la Gran Bretanya a la Segona Guerra Mundial.
Durant un temps, tots dos projectes —COUM Transmissions i Throbbing Gristle— van coexistir, però després de l'escàndol creat el 1976 per l'exhibició Prostitution (en què el grup Throbbing Gristle fou presentat oficialment), TG passà a ser el vehicle prioritari de les idees del quartet. Durant aquest període de transició, TG editaren dues cintes, anomenades "The Best Of Throbbing Gristle Volume 1" (que recollia una sèrie d'improvisacions instrumentals, enregistrades a principis del 1975; se n'editaren 12 còpies) i "The Best Of Throbbing Gristle Volume 2" (posteriorment reeditada amb el títol The First Annual Report), que els membres del grup van enregistrar al seu propi estudi.

### El naixement d'un estil i d'un segell:Industrial Records

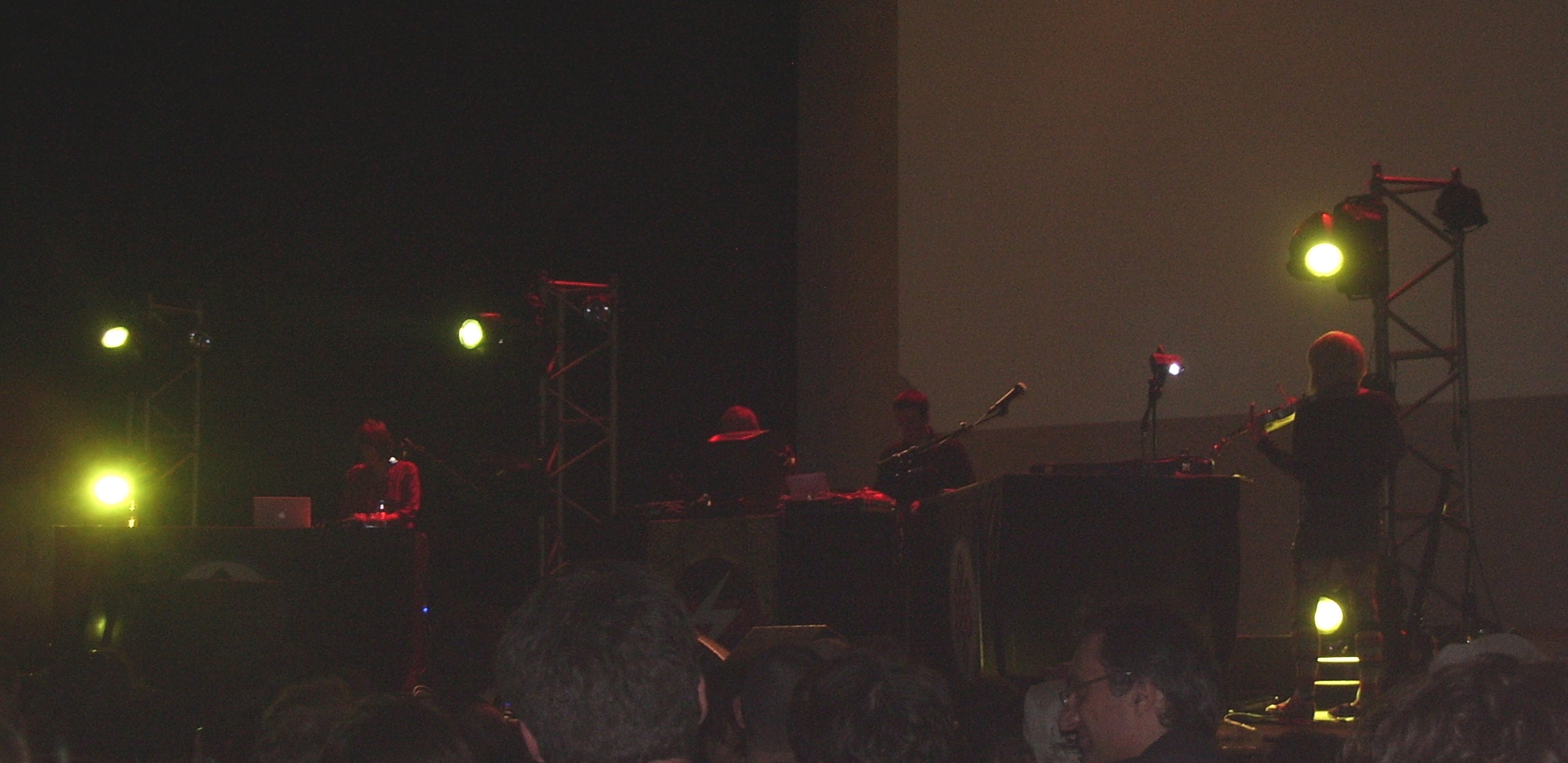
Throbbing Gristle en concert.

Després de diversos contactes infructuosos amb discogràfiques com Virgin Records, els membres de TG decidiren de muntar el seu propi segell, independent, per editar els seus propis discos. Amb els estalvis dels integrants del grup, TG enregistraren i editaren les 785 còpies del seu primer disc oficial, The Second Annual Report; les seves lletres (escrites pel mateix P-Orridge) tocaven temes escabrosos com assassinats o obsessions mentals. El disc inclou diversos temes interpretats en concert i la banda sonora de la pel·lícula "After Cease To Exist", rodada pels mateixos membres de TG i estrenada a Arnhem (Països Baixos) el 1977.
L'àlbum aparegué al segell discogràfic de Throbbing Gristle, anomenat Industrial Records per idea de Peter Christopherson; Monte Cazazza creà el slogan Industrial Music for Industrial People, i així donà naixement al terme genèric de música industrial, adoptat i acceptat des d'aleshores per referir-se a l'estil musical que mostraren Throbbing Gristle i d'altres grups i artistes com Cabaret Voltaire, Monte Cazazza o els australians SPK. Per donar encara més motius per a la polèmica, el grup va escollir com a logotip del seu segell una fotografia d'un dels forns crematoris del camp de concentració d'Auschwitz.

### Crisi i consolidació
Tot i que el primer disc del grup fou un èxit (les seves còpies s'esgotaren ràpidament i aconseguí crítiques favorables), aquest èxit fou parcialment minoritzat pel deteriorament de les relacions entre els membres del grup. P-Orridge i Cosey Fanni Tutti havient estat parella sentimental fins al 1978; el trencament d'aquesta relació va enrarir l'ambient i provocà discussions amb els membres restants de TG. A més, en dues ocasions (durant una actuació a Anvers en representació de COUM Transmissions i en un concert al Cryptic One Club) P-Orridge va forçar la seva pròpia resistència física, fins al punt que en totes dues ocasions hagué de ser hospitalitzat.
En contrast, aquest període de crisi i conflictes coincidí amb l'auge en la reputació i els resultats comercials dels llançaments de TG (tot i que aquest aspecte no va ser mai una prioritat per als seus integrants). El senzill "United/Zyklon B Zombie" i el seu segon disc, D.o.A: The Third And Final Report (1978), tingueren encara més èxit i consolidaren la fama de TG com un grup innovador i imaginatiu.

### Creixement i dissolució
El material següent (20 Jazz Funk Greats i el directe Heathen Earth) també conegué l'èxit (sempre dintre de les limitacions que s'autoimposava el segell, amb una mentalitat decididament anticomercial). Industrial Records també experimentà una carrera ascendent, i començà a editar material d'altres artistes, com Monte Cazazza, els suecs Leather Nun o el duet de Thomas Leer i Robert Rental, molt influït per TG. Al mateix temps TG editaren i distribuïren el fanzine Industrial News, que incloïa reportatges sobre tècniques de control, supervivència, armes… Entre 1979 i 1981 TG van publicar més material i van fer més concerts que mai.
Però aquest èxit no ajudà a millorar les relacions entre els membres del quartet, que s'havien degradat ostensiblement, sobretot després que P-Orridge s'adonés que Cosey Fanni Tutti i Chris Carter eren parella. Així, després d'editar un disc de William S. Burroughs, un últim disc de TG (Journey Through a Body) i d'un últim concert a San Francisco, TG van anunciar oficialment la dissolució del grup el 23 de juny de 1981.
Després de la dissolució de TG, Chris i Cosey crearen el grup Chris & Cosey, on experimentaren amb material més ballable i atmosfèric; pel que fa a Genesis P-Orridge i Peter Christopherson, formaren la banda Psychic TV (Christopherson se'n separà poc després per formar Coil amb John Balance, també ex-membre de PTV i antic col·laborador de TG).
En els anys posteriors, Mute Records edità en CD els discos de TG, tant els oficials com concerts que els mateixos TG havien enregistrat en casset al llarg dels seus anys en actiu.

### Reaparició i dissolució
El 2004 TG publicaren un nou disc, TG Now, en edició limitada; tres anys després veié la llum Part Two, el primer àlbum de material nou de TG en 26 anys.
Actualment TG estan treballant en una reinterpretació del disc "Desertshore", de la cantant alemanya Nico.
El 29 d'octubre de 2010, durant una gira, Genesis P-Orridge va informar als altres membres de TG que no volia continuar actuant en directe (motiu pel qual Christopherson, Carter i Cosey Fanni Tutti van continuar les actuacions amb el nom de X-TG). P-Orridge també va deixar clar que això no significava la dissolució de TG i que, arribat el moment, en donaria les explicacions oportunes.
Tanmateix, el 24 de novembre de 2010, a l'edat de 55 anys, Peter "Sleazy" Christopherson morí mentre dormia i el grup anuncià oficialment la seva separació.